# Acció Catòlica
Acció Catòlica és una associació pública de fidels que té el seu origen en la mateixa Església catòlica. Fou impulsada pel Papa Pius XI amb l'encíclica Ubi Arcano el 1922. La seva finalitat és la de la mateixa Església: l'anunci de l'Evangeli a tots els homes i ambients. No assumeix com propi cap apostolat particular afegit. De manera que el carisma propi és no tenir gens propi sinó prestar disponibilitat a totes les necessitats de l'Església en cada lloc. En formen part persones laiques que volen ajudar-la en les seves tasques pastorals.

## Claus definitòries
- El seguiment de Jesús des de l'Opció pels més pobres del món.
- L'encarnació en les realitats del món i el seu servei.
- La transformació dels assumptes temporals segons la justícia del Regne de Déu.
- La pertinença eclesial.

## Estructura a Europa

### Espanya
L'Acció Catòlica a Espanya es troba articulada en una Federació de Moviments d'Acció Catòlica Espanyola, en la qual estan representats els moviments (associacions públiques de fidels) que formen les dues modalitats d'Acció Catòlica a Espanya: la general i l'especialitzada. Aquests moviments són: 

Generals
- Moviment d'Acció Catòlica General d'Adults
- Moviment de Joves d'Acció Catòlica
- Moviment Júnior d'Acció Catòlica

Especialitzats
- Acció Catòlica Obrera (ACO)
- Dones d'Acció Catòlica
- Fraternitat de Persones amb Discapacitat
- Germandat Obrera d'Acció Catòlica (GOAC)
- Joventut Estudiantil Catòlica
- Moviment de Joves Rurals Cristians
- Moviment Rural Cristià
- Professionals Cristians

Els moviments generals evangelitzen principalment des de l'àmbit de la parròquia, mentre que els especialitzats desenvolupen la seva tasca en els ambients (món de la salut, món dels estudiants i de la cultura, món obrer i món rural)

### Catalunya i Balears
A Catalunya i Balears hi ha quatre moviments especialitzats coordinats en el Consell Català de Moviments Especialitzats (CCME):
- MIJAC: Moviment Infantil i Juvenil d'Acció Catòlica
- JARC: Moviment de Joves Cristians de Comarques
- MUEC: Moviment d'Universitaris i Estudiants Cristians
- JOC: Joventut Obrera Cristiana

#### Història
A la dècada de 1930 a Catalunya la funció d'Acció Catòlica era desenvolupada oficialment per la Federació de Joves Cristians de Catalunya (FJCC). Però després de la guerra civil la jerarquia eclesiàstica no la va voler restaurar per tal de beneficiar les noves entitats d'Acción Católica acceptades pel règim.
A partir dels anys quaranta i cinquanta tingueren una gran importància social i molta activitat, ja que era l'únic lloc a on es permetia un certa acció cultural després de la guerra. L'associació s'estructurava en quatre parts: els nois, les noies, els homes i les dones. A cada localitat tenien lloc els cercles d'estudi on els membres discutien sobre temes religiosos i socials, sota la tutela d'un capellà.
A finals dels anys quaranta en el seu si van néixer nous moviments com la Joventut Obrera Catòlica (JOC) o la Hermandad Obrera de Acción Católica (HOAC), les quals a mitjans dels anys seixanta van acabar enfrontades amb la jerarquia eclesiàstica del franquisme a causa de les seves denúncies socials. L'encotillament fou un dels motius pel qual el moviment d'Acció Catòlica a Catalunya va començar a decaure.

### Alemanya
- Katholische Hochschuljugend (pertany a: Katholische Hochschulgemeinde)
- Katholische Arbeitnehmer-Bewegung
- Katholischer Akademikerverband

### Àustria
- Katholische Jungschar Österreich: de joves.
- Katholische Jugend Österreich (abans dividit en Katholische Arbeiterjugend y Katholische Schülerjugend): de joves.
- Katholische Männerbewegung Österreichs: d'homes.
- Katholische Frauenbewegung Österreichs: de dones.
- Katholischer Akademikerverband
- Katholische Arbeiterbewegung

### França
- Fédération nationale catholique (FNC), que es transformà en ACGH, Action catholique générale des hommes: (homes).
- Jeunesse ouvrière chrétienne (JOC) creat pel sacerdot belga pare Cardijn, primer a Bèlgica (1925) i després a França (1927).
- Joventut Agrícola Catòlica (JAC): de joves agraris. Creat en 1929
- Jeunesse étudiante chrétienne (JEC): de joves estudiants. Creat en 1930.
- Jeunesse maritime catholique (JMC): de joves del mar. Creat en 1932.
- Jeunesse indépendante chrétienne (JIC): de joves. Creato en 1935.
- Action catholique des enfants (ACE). Creat en 1956, abans Cœurs vaillants-Âmes vaillantes (1936).
- Foyers de Charité, inspirat per Marthe Robin (1936).
- Les Focolari lancés par l'Italienne Chiara Lubich (1944).
- Action catholique ouvrière (ACO). Creat a França en 1950.
- Jeunesse Ouvrière Chrétienne Internationale (JOC Internationale) creat en 1957.
- Équipes Notre-Dame creats per P. Caffarel.
- Vivre ensemble l'Évangile Aujourd'hui (VEA).
- Mouvement d'Action Catholique Générale (1975).

### Itàlia
- Azione Cattolica Italiana (ACI): per tothom. Es divideix en Azione Cattolica Ragazzi (ACR) pels nens (6-13 anys), Settore Giovani pels joves (14-30 anys) i Settore Adulti pels adults (+30 anys).
- Movimento Studenti di Azione Cattolica (MSAC): d'estudiants.
- Movimento Lavoratori di Azione Cattolica (MLAC): de treballadors.

Movimientos externos ligados a la Acción Católica
- Movimento di impegno educativo di Azione Cattolica (MIEAC)
- Movimento ecclesiale di impegno culturale (MEIC)
- Federazione Universitaria Cattolica Italiana (FUCI): d'universitaris.

## Estructura a Amèrica

### Argentina
L'Acció Catòlica en Argentina (A.C.A.) està organitzada fonamentalment sobre la base de tres Àrees: 
- Àrea Adults
- Àrea Joves comunament coneguda com la JAC. Aquesta àrea se subdivideix en tres seccions que reflecteixen tres etapes en la vida dels joves:

- Prejovenile: Joves de 12 a 14 anys 
- Juvenils: Joves de 14 a 17 o 18 anys 
- Majors: des dels 18 anys. Joves inserits ja en el món del treball i/o en la Universitat.
- Àrea Aspirants formada pels nens d'Acció Catòlica. Si bé dintre de l'estructura anterior, existeixen (igual que a Espanya) sectors especialitzats que, si bé es troben previstes en l'ordre nacional, però no en totes les diòcesis tals com: sector rural, sector pólítica (la ACA compte en aquest camp fins i tot amb un Institut de Formació Política).